# Den okända (musikalbum)
Den okända är ett musikalbum från 1989 av den svenska sångerskan Lena Ekman. Albumet som innehåller Ekmans egna tonsättningar av dikter av Karin Boye, spelades in i Nacka vintern 1988/1989 och utgavs av skivbolaget YTF (YTF-50910).

## Låtlista

### Sida A
1. Hur kan förtröstan leva
2. Vårvisa
3. Du är min renaste tröst
4. Den vägen är smal
5. Till skuggan...
6. Den okända
7. En stillhet vidgades

### Sida B
1. Munnarna
2. Du ska tacka
3. Ögonen är vårt öde
4. Bekännelse
5. Till skuggan av en verklighet
6. Kunskap
7. I mörkret

## Medverkande musiker
- Maylen Bergström (piano, conga)
- Lena Ekman (sång, gitarr, blockflöjt, synt)
- Per Ekman (kontrabas)
- Björn Fridegren (elbas, synt, tekniker)
- Katarina Fritzén (flöjt)
- Cia Gagnefjord (fiol)
- Tanya Grosjean (spansk gitarr)
- Eva Hansson (sopran- och altsaxofon)
- Stefan Lindén (fagott)
- Olle Rämgård (trummor)
- Anna Wallgren (cello)
- Lasse Zackrisson (dragspel)

### Blockflöjtskvartett
- Kajsa Hallhagen (sopran)
- Birgitta Johansson (alt)
- Kristina Rönnblom (tenor)
- Susanne Ribbing (bas)